# Episodi di Doc Martin (prima stagione)
La prima stagione della serie televisiva Doc Martin, composta da 6 episodi, è stata trasmessa in prima visione assoluta nel Regno Unito sul canale ITV dal 2 settembre al 7 ottobre 2004.
In Italia, la stagione è trasmessa in prima visione assoluta su Hallmark Channel dal 9 settembre 2007.
| Episodio | Titolo                               | Titolo in italiano | Prima TV UK       | Prima TV Italia  |
| -------- | ------------------------------------ | ------------------ | ----------------- | ---------------- |
| 1        | Going Bodmin                         |                    | 2 settembre 2004  | 9 settembre 2007 |
| 2        | Gentlemen Prefer                     |                    | 9 settembre 2004  |                  |
| 3        | Shit Happens                         |                    | 16 settembre 2004 |                  |
| 4        | The Portwenn Effect                  |                    | 23 settembre 2004 |                  |
| 5        | Of All the Harbours in All the Towns |                    | 30 settembre 2004 |                  |
| 6        | Haemophobia                          |                    | 7 ottobre 2004    |                  |